# Melete calymnia
Melete calymnia is een vlindersoort uit de familie van de Pieridae (witjes), onderfamilie Pierinae.
Melete calymnia werd in 1862 beschreven door C. & R. Felder.